# 松﨑涼佳
松﨑 涼佳（まつざき すずか、1999年7月4日 - ）は、フジテレビのアナウンサー。
神奈川県出身。座間市立栗原中学校、神奈川県立厚木高等学校、早稲田大学スポーツ科学部卒業。中学・高校では陸上部所属で、短距離選手だった。大学では早稲田大学競走部に所属し、選手ではなく、サポート役の学生トレーナーをしていた。2022年4月、アナウンサーとして同社入社。同期は、岸本理沙（2025年6月末退社）・勝野健。同年7月、スポーツニュース番組『S-PARK』のフィールドキャスターとしてデビュー。

## 人物・エピソード
- 高校3年の2017年に出場した「第72回神奈川陸上競技選手権大会」で、女子200mで県大会の決勝に進出し、25秒46で7位だった[9]。また、同年の第55回神奈川県高校総体（インターハイ県予選）では、200mと400mで県大会の準決勝に進出したことがある[10]。
- 高校時代まで陸上選手でケガに苦しんだが、高校3年の時に初めて県大会決勝に進んだ時、支えてくれたマネジャーが泣いて喜んでくれて、「自分も誰かのために動いて、その勝利を泣いて見る経験をしたい」と運動生理学などにも興味を持ち、早大スポーツ科学部に入学。また、競走部に入部し、サポートする側のトレーナーとして4年間活動した[11][12][13]。
- 趣味は、日当たりの良い場所で昼寝（空腹が限界になるまで寝る）[4]。
- 先天的音楽機能不全であることを生放送で明かした[14]。

## 出演番組
レギュラー出演番組・キャスター名（地上波）
| 期間    | 期間    | 月曜日            | 火曜日            | 水曜日                              | 木曜日                     | 金曜日                             | 土曜日               | 日曜日                      |
| ------- | ------- | ----------------- | ----------------- | ----------------------------------- | -------------------------- | ---------------------------------- | -------------------- | --------------------------- |
| 2022.7  | 2022.9  | （なし）          | （なし）          | （なし）                            | （なし）                   | （なし）                           | （なし）             | S-PARK フィールドキャスター |
| 2022.10 | 2022.12 | （なし）          | （なし）          | （なし）                            | （なし）                   | FNN Live News α スポーツキャスター | （なし）             | S-PARK フィールドキャスター |
| 2023.01 | 2023.03 | （なし）          | ぽかぽか 火曜進行 | （なし）                            | （なし）                   | FNN Live News α スポーツキャスター | （なし）             | S-PARK フィールドキャスター |
| 2023.04 | 2024.03 | ぽかぽか 月曜進行 | （なし）          | （なし）                            | （なし）                   | FNN Live News α スポーツキャスター | （なし）             | S-PARK フィールドキャスター |
| 2024.4  |         | ぽかぽか 月曜進行 | （なし）          | FNN Live News α αすぽるとキャスター | すぽると!onTVer キャスター | すぽると!onTVer キャスター         | すぽると! キャスター | （なし）                    |
| 2024.11 | 2025.3  | ぽかぽか 月曜進行 | （なし）          | FNN Live News α αすぽるとキャスター | （なし）                   | （なし）                           | すぽると! キャスター | （なし）                    |
| 2025.4  | 現在    | ぽかぽか 月曜進行 | （なし）          | FNN Live News α αすぽるとキャスター | （なし）                   | サン!シャイン 情報プレゼンター     | すぽると! キャスター | （なし）                    |
| 備考    |         |                   |                   |                                     |                            |                                    |                      |                             |

### その他
- S-PARK
  - 黒瀬翔生不在時のメーンキャスター代行（2022年7月30日・8月6日・2023年6月17日）
  - 佐久間みなみ海外出張などによる不在時のメーンキャスター代行（2022年9月17日・18日・24日・25日）
- FNN Live News α
  - 内田嶺衣奈・小澤陽子不在時に、海老原優香が、内田・小澤の代行を担当時にスポーツキャスター代行（2022年11月24日・12月1日・22日・2023年1月4日・3月22日・23日）
  - 上中勇樹不在時のフィールドキャスター兼務（2022年12月22日・23日・2023年1月4日・3月23日・24日・6月9日）
  - 今湊敬樹不在時のスポーツキャスター・フィールドキャスター（2022年12月26日）
  - 海老原優香休暇時のスポーツキャスター代行（2023年9月13日・14日）
- ぽかぽか
  - ナレーター（水曜、2023年1月 - 3月）
  - 渡邊渚体調不良時の進行（2023年6月15日）
  - 岸本理沙体調不良時の代行（2023年8月29日）
  - 小室瑛莉子体調不良時の代行（2023年10月13日・20日）
- すぽると!
  - 佐久間みなみ休暇時・体調不良時の代行（2024年11月24日・12月15日）
- サン!シャイン
  - 宮澤智.松村未央不在.休暇時の代行（2025年4月15日・16日.7月28日.31日)
- スポーツ中継（駅伝・マラソン）（2022年 - ）
- ネプリーグ - 解答者（2022年9月5日）
- FNSラフ&ミュージック2022〜歌と笑いの祭典〜 - 進行（2022年9月10日・11日）[17][18]
- FNNニュース（2023年1月1日夜）
- マヂカルラブリーのオールナイトニッポン0(ZERO) - ゲスト出演（2023年2月16日深夜、ニッポン放送）